# Kopîciînți
Kopîciînți (în ucraineană Копичинці) este un oraș raional din raionul Huseatîn, regiunea Ternopil, Ucraina. În afara localității principale, nu cuprinde și alte sate.

## Demografie
Componența lingvistică a orașului Kopîciînți
     Ucraineană (98,56%)
     Rusă (1,03%)
     Alte limbi (0,17%)
Conform recensământului din 2001, majoritatea populației orașului Kopîciînți era vorbitoare de ucraineană (98,56%), existând în minoritate și vorbitori de rusă (1,03%).